# Липовка (Ростовская область)
Ли́повка — хутор в Тарасовском районе Ростовской области.
Входит в состав Тарасовского сельского поселения.

## Население
| 2010 |
| ---- |
| 162  |

## Улицы
На хуторе имеются улица Пролетарская и переулок Зелёный.